# Silberbromid
Silberbromid ist eine chemische Verbindung des Silbers, die zu den Bromiden zählt. Es ist eine viel verwendete Chemikalie in der Fotochemie, die unter Lichteinfall zerfällt.

## Vorkommen
Silberbromid kommt in der Natur in Form des Minerals Bromargyrit vor.

## Gewinnung und Darstellung
Silberbromid fällt beim Zusammentreffen von einem Silbersalz, meist Silbernitrat, und einem löslichen Bromsalz als gelblich-weißlicher Niederschlag aus.
{\displaystyle \mathrm {AgNO_{3}+KBr\longrightarrow AgBr\downarrow +\ KNO_{3}} }
Die Verbindung kann auch durch Reaktion von Silber mit Brom unter Überdruck bei 500 °C gewonnen werden.

## Eigenschaften

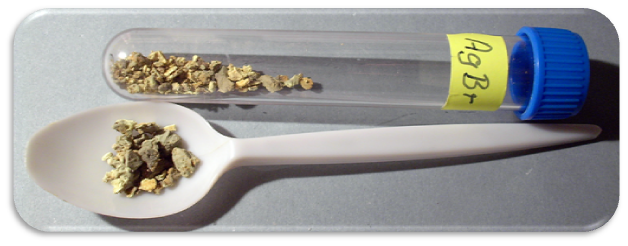
Silberbromid

Trockenes, frisch gewonnenes Silberbromid sieht gelblich aus. Seine Schmelze ist orangerot. Es ist in Wasser sehr schwer, in konzentrierter Ammoniak-Lösung schwer und in Thiosulfat- und Cyanidlösung leicht löslich. Es färbt sich im Licht rasch dunkel infolge Silber-Abscheidung durch die photolytische Zersetzung. Silberbromid besitzt eine kubische Kristallstruktur vom Natriumchlorid-Typ.

## Verwendung
Das Salz wird in kleinen Kristallbröckchen in eine Gelatineschicht (o. ä. Substanzen) eingelagert. Wenn auf diese Licht fällt, zersetzt sich das Silberbromid in seine elementaren Bestandteile – Silber und Brom; das Brom verdunstet. Die belichteten Kristalle heben sich vom Hintergrund ab, da das fein zerteilte Silber schwarz erscheint.